# SATB1
La protéine 1 de liaison aux séquences riches en AT (en anglais special AT-rich sequence-binding protein-1, SATB1) est une protéine codée chez l'humain par le gène SATB1.

## Fonction
SATB1 est un facteur de transcription et un organisateur global de la chromatine, qui a émergé comme un facteur clef dans l'intégration de l'architecture de la chromatine par l'intermédiaire de régulation de l'expression génique. Des études récentes ont révélé le rôle de SATB1 dans l'organisation de la chromatine loopscape et sa nature dynamique en réponse à des stimulations physiologiques. À niveau du génome, SATB1 semble jouer un rôle important dans l'organisation de la chromatine transcriptionnellement active. SATB1 organise le locus du CMH-I en diverses boucles de la chromatine, moyennant le recrutement de MARs à la matrice nucléaire à une distance fixe. Le silençage de SATB1 mime les effets du traitement avec l'interféron gamma dans l'architecture de la chromatine du locus du CMH-I, et altère l'expression de gènes à l'intérieur de ce locus. SATB1 aussi semble induire le cancer du sein et métastases en raison de l'altération de l'expression de nombreux gènes.

## Interactions
La protéine SATB1 a démontré être capable d'interagir avec:
- BAZ1A[8],
- CHD4[8],
- CUTL1[9],
- HDAC1[8],
- MTA2[8],
- POLR2J[10]
- SMARCA5[8].